# にゃるまー。
にゃるまー。（11月23日 - ）は、日本のコスプレイヤー、声優。

## 経歴
2019年9月13日、Yostarアンバサダーに就任した。
2022年8月19日、上野観光連盟アンバサダーに就任した。
2022年9月15日から18日まで、東京ゲームショウ2022でソニー・Xperiaのコンパニオンを務めた。
2022年9月20日、嫌な顔されながらおパンツ見せてもらいたい3に声優として出演することが発表された。
2023年2月2日から5日まで、台北ゲームショウ2023でYostar・アズールレーンのコスプレイヤーを務めた。
2023年4月20日、Xperiaアンバサダーに就任した。
2023年7月28日から29日まで、漫画博覧会2023でHoYoverse・原神のコスプレイヤーを務めた。
2023年8月11日、Level Infinite・勝利の女神:NIKKEの夏イベント記念マルチエンディングYouTube動画「海！花火！恋が溢れるサマーアイランド」に出演した。
2023年9月21日から24日まで、東京ゲームショウ2023でソニー・Xperiaのステージプログラム「Xperiaで『原神』を遊び倒せ！快適プレイ実況 by アスキー編集部」に出演した。
2023年10月12日、Yostar Picturesの生放送YouTube番組「立花慎之介のアニメをおかずにメシがうまい。」に出演した。
2023年10月27日、Level Infinite・勝利の女神:NIKKEの生放送YouTube番組「祝1stアニバーサリー！勝利の女神：NIKKE 指揮官様ありがとう生放送！」に出演した。
2023年12月30日から31日まで、コミックマーケット103でHoYoverse・崩壊:スターレイルのコスプレイヤーを務めた。
2024年1月25日から28日まで、台北ゲームショウ2024でYostar・アズールレーンのコスプレイヤーを務めた。
2024年3月23日、AnimeJapan 2024でシャングリラ・フロンティアのコスプレイヤーを務めた。
2024年4月27日から28日まで、ニコニコ超会議2024でLevel Infinite・勝利の女神:NIKKEのコスプレイヤーを務めブースイベント「リアル10連ガチャ」に出演した。
2024年9月26日から29日まで、東京ゲームショウ2024でLevel Infinite・勝利の女神:NIKKEのコスプレイヤーを務めブースイベント「リアル10連ガチャ」に出演した。
2024年12月29日から30日まで、コミックマーケット105でWFS・ヘブンバーンズレッドのコスプレイヤーを務めた。
2025年1月23日から26日まで、台北ゲームショウ2025でYostar・アズールレーンのコスプレイヤーを務めた。
2025年3月7日、イベント「池袋夜市2025『ブクロdeヨイヨイ〜アニコレ音楽祭〜』」に出演した。